# Copa de la Lliga belga de futbol
La Copa de la Lliga belga de futbol fou una competició belga de futbol que es disputà entre els anys 1997 i 2000. El campió assolia una plaça per la Copa Intertoto.

## Historial
| Any  | Campió          | Finalista          | Marcador      |
| ---- | --------------- | ------------------ | ------------- |
| 1998 | SK Lommel       | Germinal Ekeren    | 2-1           |
| 1999 | Sint Truiden VV | Germinal Ekeren    | 4-3           |
| 2000 | RSC Anderlecht  | Excelsior Mouscron | 2-2 (5-3 pen) |